# Göran Elwin
Göran Torsten Elwin, född 10 februari 1940 i Eskilstuna, död 20 mars 2011 i Stockholm, var en svensk jurist, journalist, programledare och TV-producent vid Sveriges Television. Elwin var svärson till Staffan Andræ och Manne Ginsburg samt far till Cissi Elwin.

## Biografi
Göran Elwin började sin journalistkarriär som frilansmedarbetare på Dagens Nyheter 1970–1976. Han var medlem i Riksförbundet för kriminalvårdens humanisering (KRUM) där han var engagerad i hur Västtyskland behandlade misstänkta och dömda terrorister. Elwin började övervakas av Säkerhetspolisen en vecka efter Ambassadockupationen i Stockholm 1975 då han var en flitig deltagare i debatten kring vänstermilitanta Röda armé-fraktionen (RAF) och deltog på en konferens tillsammans med RAF-medlemmen Siegfried Haag. Elwin var därefter journalist på TV1 1976–1977, programledare för samhällsmagasinet Studio S 1978–1980, programchef vid TV1 1981–1983 och sedan på nytt programledare för Studio S 1983–1984.
Elwin, som var juris doktor, var docent i straffrätt vid Uppsala universitet. Han skrev böcker om marxism och om juridik, till exempel Brottet och straffet: En första bok i straffrätt (1975) och dokumentärromanen om Johan-fallet Fallet Johan (1986). Vidare gjorde han tv-dokumentärer om spionorganisationen IB och styckmordet på Catrine da Costa 1984. 1994 Dömd på förhand är en undersökande dokumentär om en ridlärare, dömd för sexuella övergrepp, för M6-redaktionen SVT. Dokumentären har tagit emot mycket kritik för att vara misogyn och vinklad till förövarens fördel.
Han anklagades av Jan Guillou i Ordets makt och vanmakt för mened i samband med IB-affären, något som ifrågasatts i en debattartikel i Dagens Nyheter av Elwins dotter Cissi Elwin.

## Priser och utmärkelser
- 1991 Guldspaden för programmet Vita rockar, svarta pengar.